# جو لوفتهاوس
جو لوفتهاوس (به انگلیسی: Joe Lofthouse) بازیکن فوتبال زادهٔ ۱۴ آوریل ۱۸۶۵ اهل کشور انگلستان بود که سابقهٔ بازی در تیم ملی فوتبال انگلستان را در کارنامهٔ خود دارد. وی در تاریخ ۲۸ فوریه ۱۸۸۵ نخستین بازی ملی خود را در مقابل تیم ملی فوتبال ایرلند انجام داد و با حضور در ۷ بازی ملی، در تاریخ ۱۵ مارس ۱۸۹۰ واپسین بازی ملی‌اش را در برابر تیم ملی فوتبال ایرلند برگزار کرد.
این بازیکن توانسته در بازی‌های ملی، ۳ گل به ثمر برساند.